# Filmografia lui Nicolas Cage

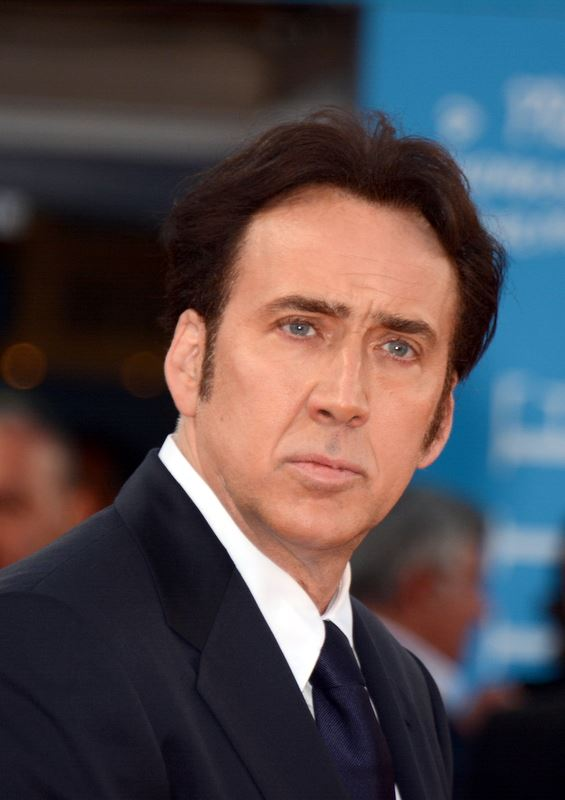
Nicolas Cage

Aceasta este filmografia lui Nicolas Cage:

## Filmografie

### Film
| An   | Titl                                        | Rol                              | Note                                            | Ref(s)  |
| ---- | ------------------------------------------- | -------------------------------- | ----------------------------------------------- | ------- |
| 1982 | Fast Times at Ridgemont High                | Brad's Bud                       | Ca Nicolas Coppola                              | [ 1 ]   |
| 1983 | Valley Girl                                 | Randy                            |                                                 | [ 2 ]   |
| 1983 | Rumble Fish                                 | Smokey                           |                                                 | [ 3 ]   |
| 1984 | Racing with the Moon                        | Nicky                            |                                                 | [ 4 ]   |
| 1984 | The Cotton Club                             | Vincent Dwyer                    |                                                 | [ 5 ]   |
| 1984 | Birdy                                       | Al Columbato                     |                                                 | [ 6 ]   |
| 1986 | The Boy in Blue                             | Ned Hanlan                       |                                                 | [ 7 ]   |
| 1986 | Peggy Sue Got Married                       | Charlie Bodell                   |                                                 | [ 8 ]   |
| 1987 | Raising Arizona                             | H.I. McDunnough                  |                                                 | [ 9 ]   |
| 1987 | Visătorii (Moonstruck)                      | Ronny Cammareri                  |                                                 | [ 10 ]  |
| 1988 | Vampire's Kiss                              | Peter Loew                       |                                                 | [ 11 ]  |
| 1989 | Never on Tuesday                            | Man in red sports car            | Direct-pe-video; nemenționat, nemenționat       | [ 12 ]  |
| 1989 | Time to Kill                                | Enrico Silvestri                 |                                                 | [ 13 ]  |
| 1990 | Wild at Heart                               | Sailor Ripley                    |                                                 | [ 14 ]  |
| 1990 | Fire Birds                                  | Jake Preston                     |                                                 | [ 15 ]  |
| 1991 | Zandalee                                    | Johnny Collins                   | Direct-pe-video                                 | [ 16 ]  |
| 1992 | Honeymoon in Vegas                          | Jack Singer                      |                                                 | [ 17 ]  |
| 1993 | Amos & Andrew                               | Amos Odell                       |                                                 | [ 18 ]  |
| 1993 | Red Rock West                               | Michael                          |                                                 | [ 19 ]  |
| 1993 | Deadfall                                    | Eddie                            |                                                 | [ 20 ]  |
| 1994 | Guarding Tess                               | Doug Chesnic                     |                                                 | [ 21 ]  |
| 1994 | It Could Happen to You                      | Charlie Lang                     |                                                 | [ 22 ]  |
| 1994 | Trapped in Paradise                         | Bill Firpo                       |                                                 | [ 23 ]  |
| 1994 | A Century of Cinema                         | Himself                          | Documentar                                      | [ 24 ]  |
| 1995 | Kiss of Death                               | Little Junior Brown              |                                                 | [ 25 ]  |
| 1995 | Leaving Las Vegas                           | Ben Sanderson                    |                                                 | [ 26 ]  |
| 1996 | The Rock                                    | Stanley Goodspeed                |                                                 | [ 27 ]  |
| 1997 | Con Air                                     | Cameron Poe                      |                                                 | [ 28 ]  |
| 1997 | Face/Off                                    | Castor Troy                      |                                                 | [ 29 ]  |
| 1998 | City of Angels                              | Seth                             |                                                 | [ 30 ]  |
| 1998 | Snake Eyes                                  | Rick Santoro                     |                                                 | [ 31 ]  |
| 1999 | 8mm                                         | Tom Welles                       |                                                 | [ 32 ]  |
| 1999 | Bringing Out the Dead                       | Frank Pierce                     |                                                 | [ 33 ]  |
| 2000 | Gone in 60 Seconds                          | Memphis Raines                   |                                                 | [ 34 ]  |
| 2000 | The Family Man                              | Jack Campbell                    |                                                 | [ 35 ]  |
| 2000 | Bel Air                                     | N/A                              | Producător                                      | [ 36 ]  |
| 2000 | Shadow of the Vampire                       | N/A                              | Producător                                      | [ 37 ]  |
| 2001 | Captain Corelli's Mandolin                  | Captain Antonio Corelli          |                                                 | [ 38 ]  |
| 2001 | Christmas Carol: The Movie                  | Jacob Marley                     | Rol de voce                                     | [ 39 ]  |
| 2002 | Windtalkers                                 | Joe Enders                       |                                                 | [ 40 ]  |
| 2002 | Sonny                                       | Acid Yellow                      | De asemenea, director și producător             | [ 41 ]  |
| 2002 | Adaptation                                  | Charlie Kaufman / Donald Kaufman |                                                 | [ 42 ]  |
| 2003 | The Life of David Gale                      | N/A                              | Producător                                      | [ 43 ]  |
| 2003 | Matchstick Men                              | Roy Waller                       |                                                 | [ 44 ]  |
| 2004 | National Treasure                           | Benjamin Franklin Gates          |                                                 | [ 45 ]  |
| 2005 | Lord of War                                 | Yuri Orlov                       | De asemenea, producător                         | [ 46 ]  |
| 2005 | The Weather Man                             | David Spritz                     |                                                 | [ 47 ]  |
| 2006 | The Ant Bully                               | Zoc                              | Rol de voce                                     | [ 48 ]  |
| 2006 | World Trade Center                          | John McLoughlin                  |                                                 | [ 49 ]  |
| 2006 | The Wicker Man                              | Edward Malus                     | De asemenea, producător                         | [ 50 ]  |
| 2007 | Ghost Rider                                 | Johnny Blaze / Ghost Rider       |                                                 | [ 51 ]  |
| 2007 | Grindhouse                                  | Fu Manchu                        | Segment: "Werewolf Women of the SS"; uncredited | [ 52 ]  |
| 2007 | Next                                        | Cris Johnson                     | De asemenea, producător                         | [ 53 ]  |
| 2007 | National Treasure: Book of Secrets          | Benjamin Franklin Gates          |                                                 | [ 54 ]  |
| 2008 | Bangkok Dangerous                           | Joe                              | De asemenea, producător                         | [ 55 ]  |
| 2009 | Knowing                                     | John Koestler                    |                                                 | [ 56 ]  |
| 2009 | G-Force                                     | Speckles                         | Rol de voce                                     | [ 57 ]  |
| 2009 | Bad Lieutenant: Port of Call New Orleans    | Terence McDonagh                 |                                                 | [ 58 ]  |
| 2009 | Astro Boy                                   | Dr. Tenma                        | Rol de voce                                     | [ 59 ]  |
| 2010 | Kick-Ass                                    | Damon Macready / Big Daddy       |                                                 | [ 60 ]  |
| 2010 | The Sorcerer's Apprentice                   | Balthazar                        | Also executive Producător                       | [ 61 ]  |
| 2011 | Season of the Witch                         | Behmen                           |                                                 | [ 62 ]  |
| 2011 | Drive Angry                                 | Milton                           |                                                 | [ 63 ]  |
| 2011 | Seeking Justice                             | Will Gerard                      |                                                 | [ 64 ]  |
| 2011 | Trespass                                    | Kyle Miller                      |                                                 | [ 65 ]  |
| 2011 | Ghost Rider: Spirit of Vengeance            | Johnny Blaze / Ghost Rider       |                                                 | [ 66 ]  |
| 2012 | A Thousand Words                            | N/A                              | Producător                                      | [ 67 ]  |
| 2012 | Stolen                                      | Will Montgomery                  |                                                 | [ 68 ]  |
| 2012 | Can't Stop Losing You: Surviving the Police | N/A                              | Producător; Documentar                          | [ 69 ]  |
| 2013 | The Croods                                  | Grug                             | Rol de voce                                     | [ 70 ]  |
| 2013 | The Frozen Ground                           | Sgt. Jack Halcombe               |                                                 | [ 71 ]  |
| 2013 | Joe                                         | Joe                              |                                                 | [ 72 ]  |
| 2014 | Rage                                        | Paul Maguire                     | Direct-pe-video                                 | [ 73 ]  |
| 2014 | Outcast                                     | Gallain                          |                                                 | [ 74 ]  |
| 2014 | Left Behind                                 | Rayford Steele                   |                                                 | [ 75 ]  |
| 2014 | Dying of the Light                          | Evan Lake                        | Direct-pe-video                                 | [ 76 ]  |
| 2015 | The Runner                                  | Colin Pryce                      |                                                 | [ 77 ]  |
| 2015 | Pay the Ghost                               | Mike Lawford                     |                                                 | [ 78 ]  |
| 2016 | The Trust                                   | Stone                            |                                                 | [ 79 ]  |
| 2016 | Dog Eat Dog                                 | Troy                             |                                                 | [ 80 ]  |
| 2016 | Snowden                                     | Hank Forrester                   |                                                 | [ 81 ]  |
| 2016 | USS Indianapolis: Men of Courage            | Captain McVay                    |                                                 | [ 82 ]  |
| 2016 | Army of One                                 | Gary Faulkner                    |                                                 | [ 83 ]  |
| 2017 | Arsenal                                     | Eddie King                       | Direct-pe-video                                 | [ 84 ]  |
| 2017 | Vengeance: A Love Story                     | John                             | De asemenea, producător                         | [ 85 ]  |
| 2017 | Inconceivable                               | Brian                            |                                                 | [ 86 ]  |
| 2017 | Mom and Dad                                 | Brent                            |                                                 | [ 87 ]  |
| 2018 | Mandy                                       | Red Miller                       |                                                 | [ 88 ]  |
| 2018 | Looking Glass                               | Ray                              | Direct-pe-video                                 | [ 89 ]  |
| 2018 | The Humanity Bureau                         | Noah Kross                       | Direct-pe-video                                 | [ 90 ]  |
| 2018 | 211                                         | Mike Chandler                    | Direct-pe-video                                 | [ 91 ]  |
| 2018 | Teen Titans Go! To the Movies               | Superman                         | Rol de voce                                     | [ 92 ]  |
| 2018 | Spider-Man: Into the Spider-Verse           | Peter Parker / Spider-Man Noir   | Rol de voce                                     | [ 93 ]  |
| 2018 | Between Worlds                              | Joe Majors                       | Direct-pe-video                                 | [ 94 ]  |
| 2019 | Love, Antosha                               | Narrator                         | Rol de voce; Documentar                         | [ 95 ]  |
| 2019 | A Score to Settle                           | Frank                            | Direct-pe-video; also executive Producător      | [ 96 ]  |
| 2019 | Color Out of Space                          | Nathan                           |                                                 | [ 97 ]  |
| 2019 | Running with the Devil                      | The Cook                         | Direct-pe-video                                 | [ 98 ]  |
| 2019 | Kill Chain                                  | Araña                            | Direct-pe-video                                 | [ 99 ]  |
| 2019 | Primal                                      | Frank Walsh                      | Direct-pe-video                                 | [ 100 ] |
| 2019 | Grand Isle                                  | Walter                           | Direct-pe-video                                 | [ 101 ] |
| 2020 | Jiu Jitsu                                   | Wylie                            | Direct-pe-video                                 | [ 102 ] |
| 2020 | The Croods: A New Age                       | Grug                             | Rol de voce                                     | [ 103 ] |
| 2021 | Prisoners of the Ghostland                  | Hero                             |                                                 | [ 104 ] |
| 2021 | Willy's Wonderland                          | The Janitor                      | De asemenea, producător                         | [ 105 ] |
| 2021 | Pig                                         | Robin "Rob" Feld                 | De asemenea, producător                         | [ 106 ] |
| 2022 | The Unbearable Weight of Massive Talent     | Nicolas Cage                     | De asemenea, producător                         | [ 107 ] |
| 2022 | The Retirement Plan                         | Matt                             |                                                 | [ 108 ] |
| 2022 | The Old Way                                 | Colton Briggs                    |                                                 | [ 109 ] |
| 2022 | Butcher's Crossing                          | Miller                           |                                                 | [ 110 ] |
| TBA  | Renfield                                    | Count Dracula                    |                                                 | [ 111 ] |

### TV
|            | An                                                         | Titlu        | Rol                                       | Note    | Ref(s) |
| 1981       | The Best of Times                                          | Nicolas      | Episod pilot; men. ca Nicolas Coppola     | [ 112 ] |        |
| 1990       | Industrial Symphony No. 1: The Dream of the Broken Hearted | Heartbreaker | Producție teatrală de televiziune         | [ 113 ] |        |
| 1992; 2012 | Saturday Night Live                                        | Rolul său    | Gazdă (1992); Weekend Update cameo (2012) | [ 114 ] |        |
| 2007       | The Dresden Files                                          | N/A          | Producător executiv                       | [ 115 ] |        |
| 2021       | History of Swear Words                                     | Rolul său    | Gazdă; 6 episoade                         | [ 116 ] |        |